# Мірабіліт (селище)
Мірабілі́т (рос. Мирабилит) — селище у складі Кулундинського району Алтайського краю, Росія. Адміністративний центр Мірабілітської сільської ради.

## Населення
Населення — 420 осіб (2010; 463 у 2002).
Національний склад (станом на 2002 рік):
- росіяни — 59 %